# كاثرين ليرد كوكس
كاثرين ليرد (كا) كوكس (1887 - 23 مايو 1938)، والدها سمسار بورصة اشتراكي بريطاني، وهي فابيانية وتخرجت من جامعة كامبريدج. هناك، التقت بروبرت بروك، وأصبحت عشيقته، وكانت عضوًا في الوثنيين الجدد. كانت أيضًا صديقة لفيرجينيا وولف ومجموعة بلومزبري. خلال الحرب العالمية الأولى عملت مع صندوق الإغاثة الصربي لمساعدة اللاجئين في كورسيكا. بعد الحرب، تزوجت من السياسي العمالي ويل أرنولد فورستر، وأصبحت أول قاضية في كورنوال. لعبت هي وزوجها دورًا فعالًا في تأسيس مدرسة جوردونستون في اسكتلندا عام 1934. وقد أثار موتها المفاجئ عن عمر يناهز 51 عامًا التكهنات بتورطها في الخفيانية.

## كامبريدج، الوثنيون الجدد وبلومزبري
في عام 1906، التقت كا لأول مرة بمجموعة بلومزبري، وحضرت بعض مناقشات الفنون الجميلة في نادي الجمعة لفانيسا بيل في ميدان غوردون. كثيرًا ما دعمت دنكان غرانت، وقدمت إحدى صوره لها إلى معرض روجر فراي الثاني لما بعد الانطباعية في عام 1912. وُصفت كا بتمتعها بطبيعة حلوة وعلى الرغم من جمالها اللاتقليدي، لكنها تمتعت بمظهر نضر وبشرة صافية جذابة. قيل إنها من أتباع جمالية، وارتدت ملابس شفافة مع ياقات بيتر بان، «معجزة الاتزان والنضج والسحر»، والتي نالت إعجاب النساء والرجال على حد سواء. لقد صنعت ملابسها بنفسها، ووصفتها غوين داروين «واقفة على حافة الجرف، وتنورتها القرمزية تدور في مهب الريح، ورأسها مربوط بمنديل أزرق، والنوارس تصرخ بالأسفل». تصفها روايات أخرى «كا كوكس المحبوبة والمتكتلة، والتي كانت أمومية ومثيرة للغاية... البطلة التي تمر بانتكاسات الثروة».

### روبرت بروك والوثنيين الجدد
في وقت لاحق من عام 1906، ذهبت كا إلى كلية نيونهام، كامبريدج، حيث درست التاريخ، وتخرجت في عام 1910. هناك، انضمت إلى جمعية فابيان، التي كانت تقبل في ذلك الوقت أعضاء من كليات البنات وكانت واحدة من الأماكن القليلة في الجامعة التي يمكن أن يجتمع فيها الرجال والنساء على قدم المساواة، والتي تبنت حقوق المرأة والنسوية. في كامبريدج، اعتبرت واحدة من «النساء الجدد» المتحررات. أصبحت ثاني أمين صندوق لجمعية كامبريدج فابيان، خلفًا لأمبر ريفز (المؤسس المشارك للجمعية في عام 1905)، حيث التقت روبرت بروك (1887_1915). كان بروك، الذي ذهب أيضًا إلى كامبريدج (كينغز) لقراءة الكلاسيكيات في عام 1906، عضوًا في اللجنة التوجيهية لجمعية الفابيان، ورئيسها (1909-1910). كان بروك أيضًا عضوًا في رسل كامبريدج، وبعد تخرجه في عام 1909 أقام في منطقة غرنتتشستر القريبة، وتحول إلى الأدب الإنجليزي واستمر في ارتباطه بالجامعة، وعمل على أطروحة. في عام 1910، خطب نويل أوليفييه، لكنه انفصل عنها في العام التالي، مع استمرار العلاقة.
أصبحت كا جزءًا من دائرة بروك، والتي ضمت أيضًا جاك رافيرات وغوين داروين، وهي المجموعة التي تجمعت حوله منذ عام 1908 حتى وفاته في عام 1915، والتي أُطلق عليها لاحقًا اسم الوثنيين الجدد. جاءت عضوية هذه المجموعة إلى حد كبير من المجتمعين اللذين اختلط فيهما الرجال والنساء، جمعية فابيان وجمعية مارلو الدرامية (التي أسسها بروك). من السمات الموحدة الأخرى أن العديد منهم ذهبوا إلى المدرسة في بيداليس، وهي مؤسسة تعليمية مختلطة تقدمية تركز على الحياة في الهواء الطلق. كانت إحدى قواعد الوثنية الجديدة هي العفة الرفاقية «نحن لا نجامع دون زواج» (بروك)، والتي تبين أنه من الصعب الحفاظ عليها. بدأت المجموعة في التشكل في أوائل عام 1908، عندما بدأ روبرت بروك تجميع إنتاج أعمال ميلتون ومن بينها مسرحية كوموس للأداء في يوليو. انجذبت كا، مع عدد من الشابات الأخريات، للعمل على الأزياء، بينما بدأت بروك في وضع القواعد، مثل مطالبتهن بالتخلي عن الخطوبة أو الزواج لمدة ستة أشهر.
في البداية، أقامت كا علاقة مع رافيرات، وفي عام 1908 بدآ التودد لبعضهما عن طريق المراسلة، بسبب اعتلال صحة رافيرات مما اضطره إلى التعافي في سويسرا. بحلول يونيو 1910، قرر أنه يحبها، وتقدم لخطبتها في عدد من المناسبات، لكنها قابلت عرضه باستمرار الصداقة. في النهاية اقترح الزواج الثلاثي مع داروين، ولكن على الرغم من أن داروين أعطت الأمر اهتمامًا جديًا في البداية، لكن كلتا المرأتين رفضتا الفكرة في النهاية، وطلبت داروين من كا التوقف عن العلاقة.
خلال عام 1910، ازداد إحباط بروك من الطريقة التي أبقته فيها نويل بعيدًا عنها وازداد تفكيره في كا. بحلول عام 1911، قرر بروك أنه يحب كا، وكانت كا تدفع رافيرات نحو داروين، وشاركها بروك. لقد صنعت ملابسه ولكن مثل العديد من النساء في حياة بروك قاومت العلاقة الجسدية، في البداية لكنها في النهاية استسلمت له بحلول مارس 1912. بعد أن لاحظ رافيرات ارتباط كا التقدمي ببروك، ورفضها لطلبه، خطب داروين. سُلط الضوء على هذه العلاقة المعقدة في رواية غوين داروين غير المكتملة (بدأت في عام 1916 وتدور أحداثها في عام 1906) وصورت كا كشخصية تدعى باربرا.
كتب بروك باستمرار إلى كا، فمنحته الشغف الوجودي والحضور المنزلي الهادئ. «عندما أغمض عيني وأهمس باسمك، أستطيع أن أشعر بيديك ووجهك وشعرك فوقي وحولي» (26 يناير 1912). وضعها التزامها مع بروك في سلسلة أكثر تعقيدًا من العلاقات الثلاثية، مع ارتباط بروك المتزامن بكل من نويل أوليفييه وشقيقتها برينهيلد أوليفييه (برين)، وكوكس مع هنري لامب، الذي ارتبط بدوره مع ليتون ستراشي. بعد عيد الميلاد عام 1911، سافر بروك إلى لولوورث في دورست ليكون مع كا وأصدقائها، ومن بينهم هنري لامب. عند إخباره عن لامب، تقدم بروك لخطبة كا، لكنها رفضته وأخبرته أنها تحب لامب. يُعتقد أن الانفصال بين كوكس وبروك قد ساهم في انهيار بروك في يناير 1912. ومع ذلك، كان كا وبروك معًا مرة أخرى بحلول نهاية الشهر، وعاشا في ميونيخ خلال شهر فبراير. استمرا في رؤية بعضهم البعض وفي أواخر عام 1912 كانت حاملًا وأجهضت، أو ربما ولدت جنينًا ميتًا. فكرت كا في الزواج، لكن كلا من لامب وبروك كانا يتجهان إلى مكان آخر، واستمر بروك في ملاحقة كل من نويل وبرين، ولكنهما قاومتاه بشدة. كان هناك ما لا يقل عن خمس نساء أخريات في حياة بروك في هذا الوقت، فيليس غاردنر، طالبة فنون في سليد، الممثلة كاثلين نيسبيت، إليزابيث فان ريسلبيرغ، ابنة الفنان البلجيكي ثيو فان ريسلبيرغ، والسيدة إيلين ويلزلي، ابنة دوق ولنغتون الرابع، وخلال عام 1913 امرأة تاهيتية تدعى تاتاماتا.
بعد تجنيد بروك في 15 سبتمبر 1914 بعد اندلاع الحرب العالمية الأولى، استمر في مناشدة الجانب الأمومي لكا (بدلًا من والدته)، وطلب المعدات ووسائل الراحة المنزلية باستمرار. مثل الآخرين، استمرت كا في تلقي المراسلات من بروك حتى وفاته، وكانت بداية رسالته الأخيرة مؤثرة «أفترض أني سأفعل أفضل شيء لك وهو موتي لتبقي أرملة» (10 مارس 1915).
بحلول وقت عامها الرابع في نيونهام، كانت مشاريع عملها الاجتماعي تعني أنها أمضت وقتًا متزايدًا في لندن، حيث أقامت في الشقة التي تشاركها مع أختها هيستر في بيتي فرانس، وستمنستر، والتي أصبحت بدورها مكانًا لتجمع الوثنيين الجدد. على الرغم من أنها كانت تطمح لأن تصبح كاتبة، لكنها حاولت أيضًا وضع اشتراكيتها موضع التنفيذ من خلال «دفن نفسها في الأحياء الفقيرة»، على حد تعبير رافيرات. عند مغادرة نيونهام في عام 1910، قسمت كا وقتها بين لندن وكوخ العائلة في ووكينغ (كوخ هوك هيل)، حيث كان روبرت بروك زائرًا متكررًا. مكنتها الحياة الكوخية من متابعة الحياة البسيطة، التي يفضلها الوثنيون الجدد، بمفردها.